# Josef Pohnetal
Josef Pohnetal (Judenburg, 14 de março de 1925 — Mistelbach, 17 de junho de 2008) foi um ciclista austríaco.
Competiu na prova de estrada (individual), no contrarrelógio por equipes (estrada) e na perseguição por equipes de 4 km em pista nos Jogos Olímpicos de Verão de 1948 em Londres, não obtendo sucesso.